# Prionopterina
Prionopterina là một chi bướm đêm thuộc họ Erebidae.

## Loài
- Prionopterina grammatistis Meyrick, 1897
- Prionopterina modesta Turner, 1936
- Prionopterina tritosticha Turner, 1902